# كرية تعقب
كرية تعقب (بالإنجليزية: Track ball)‏ تتكون من كرة تستند إلى بكرتين متعامدتين، تترجِمان حركةَ الكرة الرأسية والأفقية على الشاشة. لكرية التعقب عادة زر (أو أكثر) لاستهلال أفعالٍ أخرى. مكان الكريةِ ثابت وتدار كرته باليد.

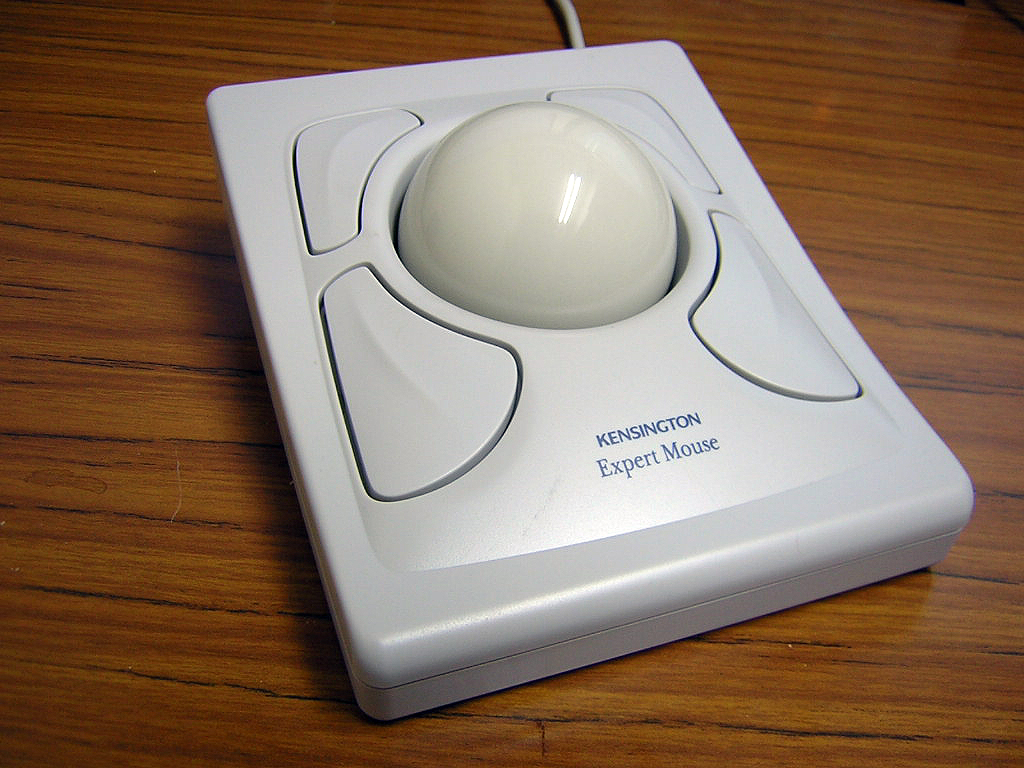
كرية تعقب

## التاريخ
تم اختراع كرية التعقب عام 1952م على يد كل من توم كرانستون وفريد لونجستاف وكنيون تايلور العاملين في البحرية الملكية الكندية، ضمن مشروع داتار، وتكونت كرية التعقب أساسا من كرة البولينج خماسية المسامير. ولم يتم تسجيل براءة اختراع لها في ذلك الوقت، لأن الجهاز كان يُستخدم ضمن مشروع عسكري سري.
وكما ذكر سابقا فان وظيفة الكرية هي التأشير
يذكر أن التطور الحقيقي لها كان بما يعرف حاليا بفأرة الحاسوب والتي كانت في بداية نشأتها تستخدم كرية التعقب للتأشير، وحاليًّا تم استبدال الكرة المتحركة بالضوء والليزر.